# Рассказань (озеро)
Ра́ссказань — старица левобережной поймы среднего течения реки Хопёр в Балашовском районе Саратовской области России. Охраняется государством с 1982 года как региональный ландшафтный памятник природы «Озеро Рассказань».
Площадь — 1,48 км².
Располагается на территории Лесновского муниципального образования в 1,5 км западнее одноимённого села, на высоте 99 м над уровнем моря.
По данным государственного водного реестра России относится к Донскому бассейновому округу. Речной бассейн — Дон (российская часть бассейна). Речной подбассейн — Хопёр. Водохозяйственный участок — Хопёрот истока до впадения реки Ворона.
Код объекта в государственном водном реестре — 05010200111107000004043.